# Iguatemi
Iguatemi, amtlich Município de Iguatemi, ist eine Stadt im brasilianischen Bundesstaat Mato Grosso do Sul in der Mesoregion Süd-West in der Mikroregion Iguatemi.

## Geschichte

### Herkunft des Namens
Ursprünglich hieß die Gemeinde Vila Sacarón. Der heutige Name leitet sich vom Fluss Rio Iguatemi ab, der durch die Stadt fließt. „Iguatemi“ ist ein Begriff der Tupi-Sprache, der „Fluss des hochmütigen Kanus“ bedeutet.

## Geografie

### Lage
Die Stadt liegt 461 km von der Hauptstadt des Bundesstaates (Campo Grande) und 1415 km von der Landeshauptstadt (Brasília) entfernt. Die Stadt grenzt im Norden an Juti und Naviraí, im Osten an Itaquiraí und Eldorado, im Westen an Amambai und Tacuru und im Süden an Japorã.

### Klima
Das Klima ist gemäßigt aber warm. Iguatemi hat ganzjährig hohe Niederschläge (in der Jahressumme im Schnitt 1584 mm). Selbst der trockenste Monat ist noch relativ feucht. Die Jahresdurchschnittstemperatur liegt bei 21,8 °C. Der wärmste Monat ist der Januar. Es werden dann durchschnittliche Temperaturen von 25,5 °C erreicht. Der Juni hat mit durchschnittlich 17,2 °C die niedrigste Temperatur im Jahr.

### Gewässer
Die Stadt steht unter dem Einfluss des Río Paraguay und des Rio Paraná, die zum Flusssystem des Río de la Plata gehören. Flüsse, die durch das Stadtgebiet gehen: Rio Iguatemi, Rio Jogui (Nebenfluss des Rio Iguatemi), Rio Maracai und Rio Amambai (rechter Nebenflüsse des Rio Paraná, 340 km lang, davon 90 km schiffbar).

### Vegetation
Das Gebiet ist ein Teil der Cerrados (Savanne Zentralbrasiliens).

## Verkehr
Die Landesstraße MS-295 führt durch die Stadt.

## Durchschnittseinkommen und HDI
Das Durchschnittseinkommen lag 2011 bei 18.076 Real, der Index der menschlichen Entwicklung (HDI) bei 0,662.